# Is Anybody Home?
«Is Anybody Home?» es la canción de la banda Our Lady Peace. lanzado como el segundo sencillo de su tercer álbum Happiness... Is Not a Fish That You Can Catch.

## Significado
En una entrevista con Billboard, Raine Maida declaró que 'Is Anybody Home' es acerca de tratar de consolar a esa persona desesperada por atención humana. "Maida explicó:" Se trata de un montón con el aislamiento en una especie de manera retorcida. Sintiéndose aislado en su casa, pero siendo bombardeados por los medios de comunicación, la televisión y el Internet. Es concebible ahora que usted puede simplemente quedarse en casa y navegar por Internet. Nos deja con una gran cantidad de contacto no humano "

## Video musical
El video musical fue baleado el 21 de noviembre de 1999, y se estrenó en MTV el 6 de marzo de 2000. Las escenas de la banda tocando fueron filmadas en el sótano de la Iglesia Unida Eastminster en Danforth Ave. al este de Broadview Ave. en el Riverdale barrio de Toronto. Fue dirigida por Giuseppe Capotondi. Está protagonizada por Katherine Moennig de The L Word fama. Se abre con el inicio de la canción que suena en la radio que la despierta. A lo largo del video, que corta a la banda tocando en una habitación llena de gente. Caminar alrededor de su casa, se da cuenta de que nadie más está en casa, pero la tetera está silbando. Ella se mete en su coche y conduce a una ciudad, pero las calles están vacías y llenas de vehículos abandonados. Muestra escenas de su comer comida en un café al vacío y durmiendo en un sofá en una tienda de muebles. Al final del video, se da cuenta de un hombre que corría alrededor de la esquina de un edificio, supuestamente es Raine. Ella va a seguirlo y el video termina como se ve en la esquina.

## Listado de canciones

### US Promo CD
Columbia 48761
1. "(Álbum Versión)" - 3:37

### Alternate US Promo CD
Columbia 304922
1. "(The C-10 Mix)" - 3:33